# Farandat
Farandat (grč. Pharandates) je bio satrap (namjesnik) u perzijskoj administrativnoj jedinici Egiptu. Farandat je 492. pr. Kr. na mjestu satrapa naslijedio Arijanda, čija je smrt i danas zagonetka odnosno predmet rasprave. Prvih šest godina satrap Farandat je služio Darija Velikog, no Egipat nije sudjelovao u njegovoj ekspediciji protiv Grčke (492. – 490. pr. Kr.) zbog čega je o Farandatovoj vladavini poznato vrlo malo detalja. Neposredno nakon bitke kod Maratona u Egiptu izbija pobuna čiji je predvodnik najvjerojatnije bio sam Farandat. Darije Veliki počinje pripreme za gušenje pobune, no umire 486. pr. Kr. a nasljeđuje ga sin Kserkso koji je nastavio očevu ekspediciju. Dvije godine kasnije (484. pr. Kr.) pobuna je ugušena, a na mjesto egipatskog satrapa postavljen je Kserksov brat Ahemen.

## Poveznice
- Darije Veliki
- Arijand
- Kserkso

| Prethodnik:                   | Satrap Egipta (492. - 484. pr. Kr.) | Nasljednik:                  |
| Arijand (522. - 492. pr. Kr.) | Satrap Egipta (492. - 484. pr. Kr.) | Ahemen (484. - 460. pr. Kr.) |

## Vanjske poveznice
- Pierre Briant: „Od Kira do Aleksandra: Povijest Perzijskog Carstva“ (From Cyrus to Alexander: A History of the Persian Empire), preveo Peter Daniels, Indiana: Eisenbrauns, 2002., str. 472.
- Persian Mirror: „U egipatskoj satrapiji“  Arhivirana inačica izvorne stranice od 4. siječnja 2011. (Wayback Machine)
- 27. egipatska dinastija (Lexicorient.com)  Arhivirana inačica izvorne stranice od 16. listopada 2007. (Wayback Machine)